# Sainte-Croix, Lot
Sainte-Croix är en kommun i departementet Lot i regionen Occitanien i södra Frankrike. Kommunen ligger i kantonen Montcuq som tillhör arrondissementet Cahors. År 2018 hade Sainte-Croix 76 invånare.

## Befolkningsutveckling
Antalet invånare i kommunen Sainte-Croix
| Referens: INSEE |